# Озёрная (Винницкая область)
Озёрная (укр. Озерна) — село на Украине, находится в Погребищенском районе Винницкой области.
Код КОАТУУ — 0523486203. Население по переписи 2001 года составляет 90 человек. Почтовый индекс — 22222. Телефонный код — 4346.
Занимает площадь 1,55 км².

## Адрес местного совета
22222, Винницкая область, Погребищенский р-н, с. Снежная, ул. Шаляпина, 49